# Drusenheim
Drusenheim je občina v departmaju Bas-Rhin francoske regije Alzacija.
Leta 1990 je v občini živelo 4 363 oseb oz. 277 oseb/km².